# Hjem 2014
Hjem 2014 er det syttende studiealbum af den danske sangerinde Sanne Salomonsen, der udkommer den 27. oktober 2014 Mermaid Records. Albummet indeholder sange fra Sneakers, Anne Linnet Band og Sanne Salomonsens bagkatalog i afdæmpede versioner. Efter at have turneret med Hjem 2014-turneen besluttede Sanne Salomonsen at indspille hendes favoritter, sammen med musikerne Annika Askman, Morten Woods, og Nikolaj Steen, der også har produceret albummet. Sanne Salomonsen har udtalt at hun med albummet havde lyst til at at synge ballader og "træde ud af rock-mama rollen".
Albummet debuterede på tredjepladsen af hitlisten, med 1033 solgte eksemplarer i den første uge. Hjem 2014 blev genudgivet den 17. februar 2015, med sangen "Nonetheless" som er en duet med den svenske sangerinde Marie Bergman. Sangen deltog ved semifinalen til Melodifestivalen 2015, hvor den ikke kvalificerede til finalen. I oktober 2015 modtog albummet guld for 10.000 solgte eksemplarer.

## Spor
| #   | Titel                       | Sangskriver(e)                                      | Længde |
| --- | --------------------------- | --------------------------------------------------- | ------ |
| 1.  | "Hjem"                      | Julia Fabrin, Sune Haansbæk, Marcus Winther-John    | 3:14   |
| 2.  | "Efter festen"              | Hans-Henrik Koltze, Sanne Salomonsen                | 4:43   |
| 3.  | "Den sidste nat"            | Koltze, Morten Kærså, Salomonsen                    | 4:35   |
| 4.  | "As the Night Comes On"     | Lasse Andersson                                     | 5:10   |
| 5.  | "Der hvor du er"            | Anne Linnet, Salomonsen                             | 4:29   |
| 6.  | "Den øde ø"                 | Michael Falch, Salomonsen                           | 3:43   |
| 7.  | "Natten går til ro"         | Daniel Fält, Mads Løkkegaard, Lene Dissing          | 3:37   |
| 8.  | "Where Blue Begins"         | Mike Vernon, Mo Witham, Dana Gillespie, David Malin | 4:20   |
| 9.  | "Uden dig"                  | Linnet, Jens Rugsted, Stig Kreutzfeldt              | 4:56   |
| 10. | "Det er ikke det du siger"  | Linnet, Jan Glæsel                                  | 5:30   |
| 11. | "When You Walk in the Room" | Jackie DeShannon                                    | 3:38   |
| 12. | "Overgi'r mig langsomt"     | Mads Langer, Boe Larsen, Morten Woods               | 5:03   |

| 13. | "Nonetheless" | Alisson Kaplan, Andreas Stone Johansson | 3:01 |

## Medvirkende
- Sanne Salomonsen – vokal
- Annika Askman – klaver, Rhodes, kor
- Morten Woods – guitar, bas, kor
- Nikolaj Steen – trommer, bas, keyboard, kor, producer, arrangement
- Rune Braager – vokalproducer
- Henrik Seifert – executive producer
- Frank Birch Pontoppidan – indspilning, mixer
- Mads Mølgård Helbæk – indspilning, mixer
- Björn Engelmann – mastering

## Hitlister og certificeringer
| Hitliste (2014)        | Højeste placering |
| ---------------------- | ----------------- |
| Danmark (Album Top-40) | 3                 |

| Hitliste (2014) | Placering |
| --------------- | --------- |
| Danmark         | 25        |

| Land (Organisation) | Certificering |
| ------------------- | ------------- |
| Danmark (IFPI)      | Guld          |